# سيمبلوكوس مذنبة
شجرة سيمبلوكس المذنبة (بالإنجليزية: Symplocos paniculata)‏، والمعروفة أيضًا باسم شجرة التوت الآسيوي Asiatic sweetleaf أو شجرة التوت الياقوتي sapphire-berry، هي نوع من الأشجار في عائلة اللطريات Symplocaceae. وهي نبات أصلي في كل شرق آسيا وقد جرى إدخالها إلى الولايات المتحدة قرابة عام 1871. وهي شجرة يصل ارتفاعها إلى 12 م (39 قدم) في الظروف الطبيعية، على الرغم من أنها تشبه الشجيرات في كثير من الأحيان، وتُستخدم كنبات زينة بسبب ثمرها ذات اللون الأزرق المذهل الذي اشتق منه اسمها الشائع.

## الوصف

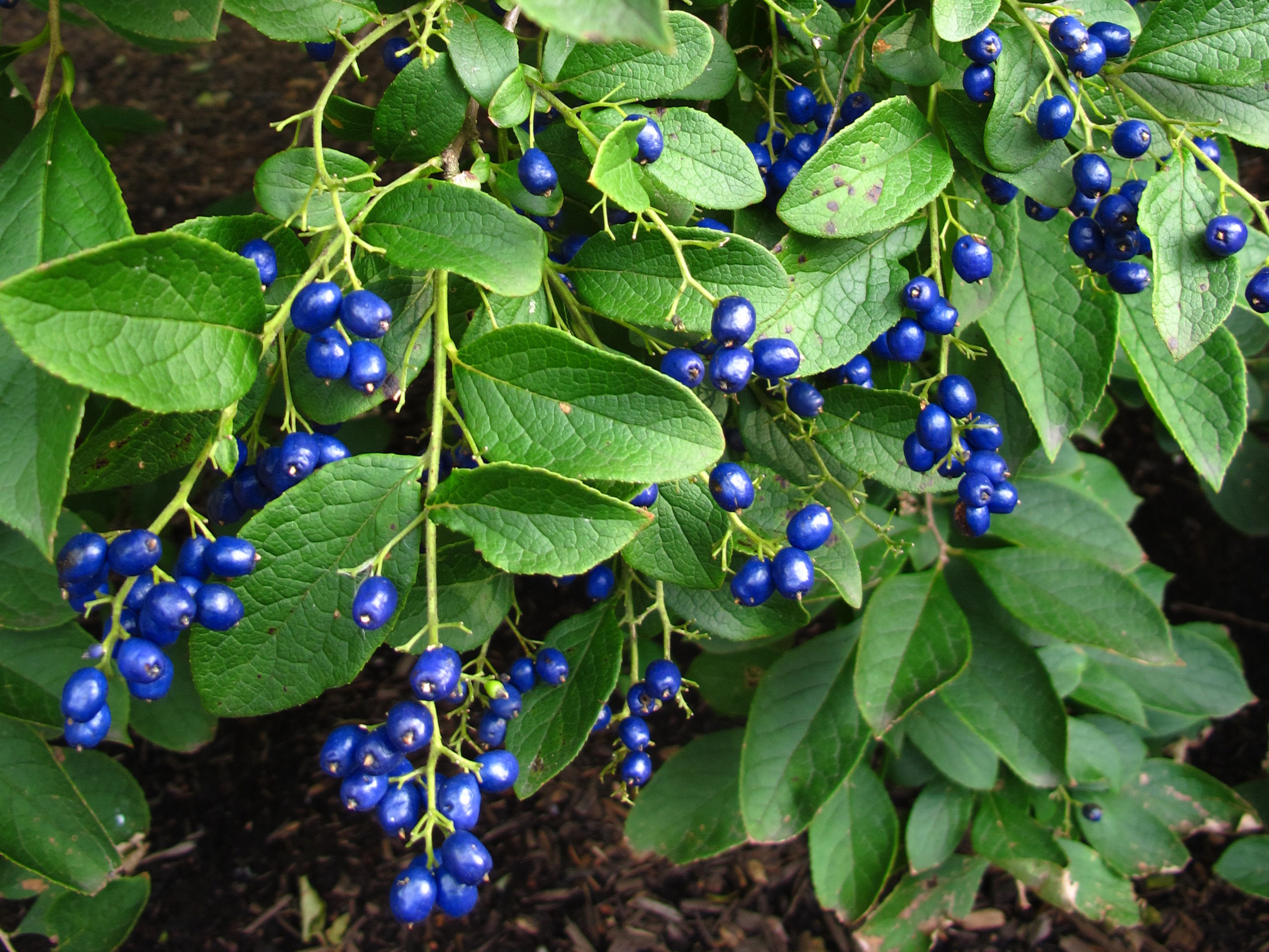
الأوراق والثمار

تعتبر ثمار الشجرة ذات اللون الأزرق المكثف قصيرة العمر نسبيًا، حيث تأكل الطيور الثمار السمينة بسرعة. أوراق الشجرة أنيقة وزهورها عطرة في أغلب الأحيان. الأوراق لها أعناق قصيرة وتختلف في شكلها البيضاوي، حيث يصل طولها إلى 3.5 بوصة (9 سـم) وعرضها نصف ذلك. تحتوي الأوراق على بعض الشعيرات أعلاها وتكون أكثر زغبًا على العروق أدناها. يُزهر هذا النوع من الأشجار في أوائل الصيف بعد نمو الأوراق. تتشكل هذه الأزهار البيضاء في مجموعات جانبية يصل طولها إلى 2 بوصة (5 سـم) وكل زهرة خنثى تحمل خمس بتلات وثلاثين سداة، وهذه الأخيرة تعطي مجموعات الزهور مظهرًا رقيقًا. غالبًا ما تحمل الثمار البيضاوية للشجرة بذرة واحدة.
تُعد Symplocos coreana هي نوع مشابه جدًا، وربما يكون من نفس النوع، وتختلف فقط في أوراقها الأعرض والمسننة بشكل خشن والتي تحمل العديد من الشعيرات على كلا الجانبين.

## الاستخدامات
يمكن تحويل ثمار الشجرة إلى مربى، على الرغم من أنه قد يكون من الصعب الحصول على ما يكفي من التوت لأن النباتات لا تلقح نفسها. يستخدم المعالجون التقليديون في بنغلاديش اللحاء مضادًا للإسهال لأنه يحتوي على مضاد للتشنج يشبه الكروماكاليم cromakalim. لحاء الشجرة غير سام، حيث يوجد فيه جرعة أقل من 8 مليجرام لكل كيلوجرام.